# Kim Yong-Bae
Kim Yong-Bae, född den 4 februari 1974 i Jeollanam, Sydkorea, är en sydkoreansk landhockeyspelare.
Han tog OS-silver i herrarnas landhockeyturnering i samband med de olympiska landhockeytävlingarna 2000 i Sydney.